# رولت روسی (ترانه)
"رولت روسی"(به انگلیسی: Russian Roulette) یک ترانه از خواننده آراندبی باربادوسی ریانا است. که توسط نی-یو و هارمونی تهیه و نوشته شده‌است، این ترانه از چهارمین آلبوم استودیی ریانا به نام درجه آر است. این آهنگ اولین بار در ۲۰ اکتبر ۲۰۰۹ در رادیو پخش شد.
این آهنگ به رولت روسی به اشاره‌دارد و مضمون آن بازی خطرناک عشق است.
بعد ازانتشار این آهنگ شایعاتی مبنی بر اینکه مضمون این آهنگ در مورد رابطه نافرجام ریانا با نامزد سابق خود کریس براون  است به وجود آمد که توسط ریانا رد شد